# Museum MORE
Museum MORE is een museum in Gorssel, in de Gelderse gemeente Lochem, dat gewijd is aan Nederlandse modern-realistische kunst (de naam is een afkorting van MOdern REalisme). Het is gevestigd in het voormalige gemeentehuis van Gorssel, dat daarvoor werd uitgebreid met zeven tentoonstellingsruimten. De uitbreiding werd ontworpen door architect Hans van Heeswijk. Nog geen jaar na de publieksopening op 2 juni 2015 kon het museum zijn honderdduizendste bezoeker verwelkomen.
Een tweede vestiging van Museum MORE, in Kasteel Ruurlo in de Gelderse gemeente Berkelland, werd op 23 juni 2017 geopend door Pieter van Vollenhoven. Hier is de collectie Carel Willink/Fong Leng te vinden.

Museum MORE wordt niet gefinancierd door de Nederlandse overheid. Het museum heeft zijn collectie in bruikleen van de Stichting Collectie Nederlands Realisme (SCNR), een stichting die in 2015 werd opgericht door zakenman Hans Melchers.

## Collectie
De collectie van Hans Melchers is ondergebracht in Museum MORE en bestaat uit een groot aantal werken van Nederlandse modern-realistische kunstenaars, vooral schilders. Een groot deel van de collectie verwierf Melchers door uit de boedel van de DSB Bank de DS Art-Collectie te kopen, nadat deze bank failliet was gegaan.
De collectie bestaat uit werk van onder anderen Carel Willink, Jan Mankes, Pyke Koch, Dick Ket, Raoul Hynckes, Wim Schuhmacher, Charley Toorop, Jan Beutener, Co Westerik, Barend Blankert, Philip Akkerman, Erwin Olaf en Annemarie Busschers.
Ook vinden er tentoonstellingen plaats, zoals een solotentoonstelling van Koos Buster in 2024.

## Galerij

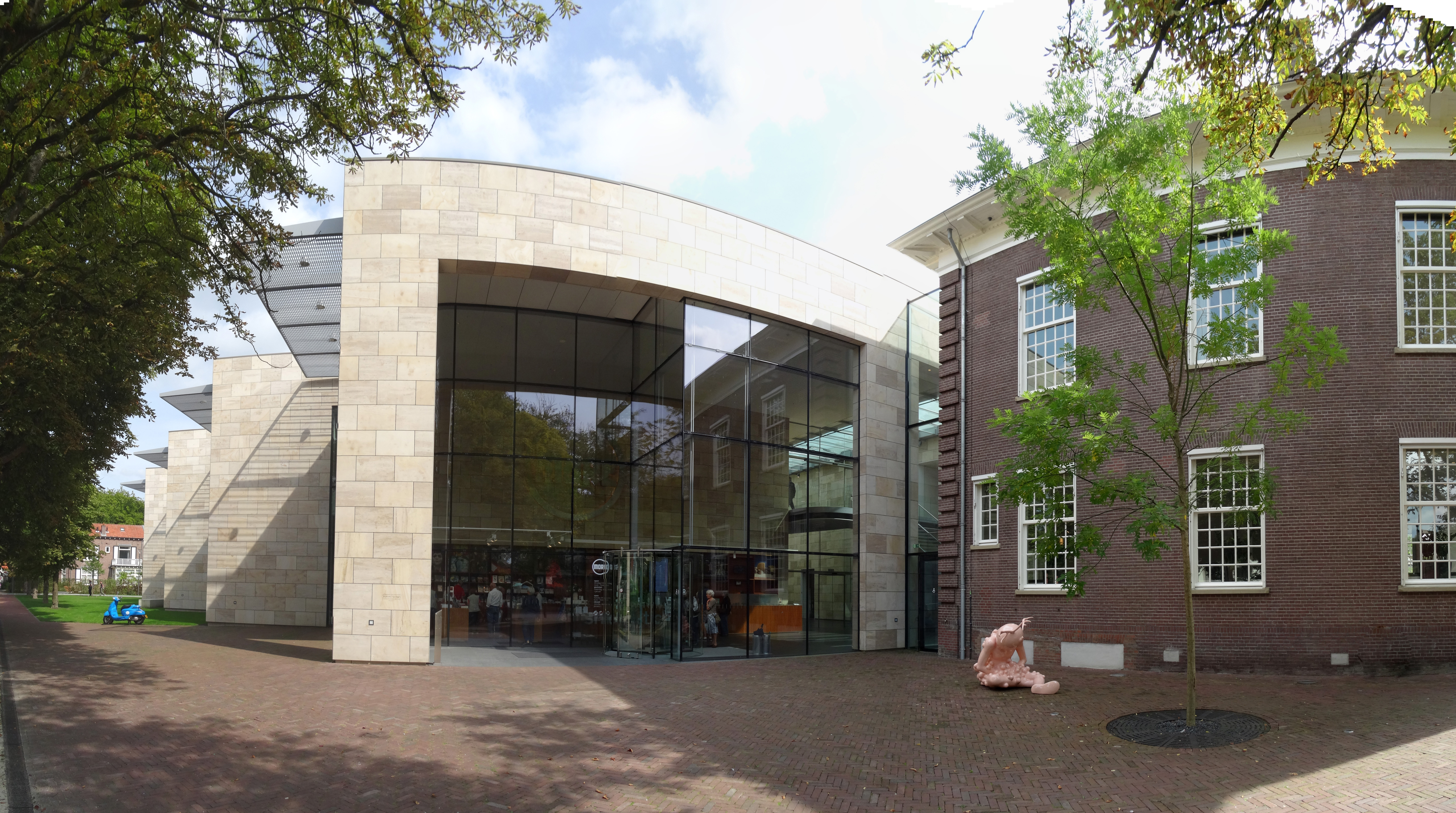
Museum, voorzijde
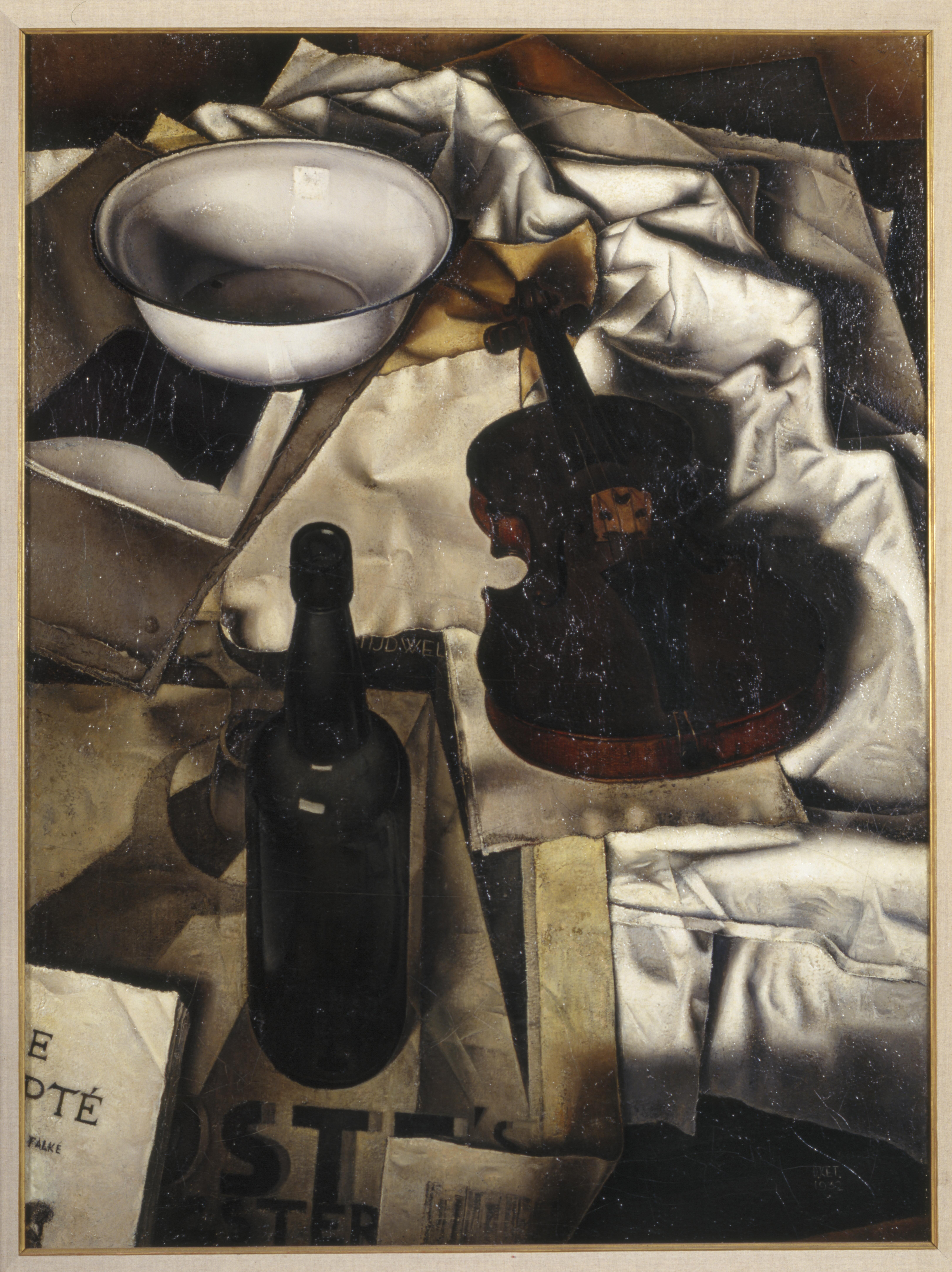
Stilleven met viool (Dick Ket)
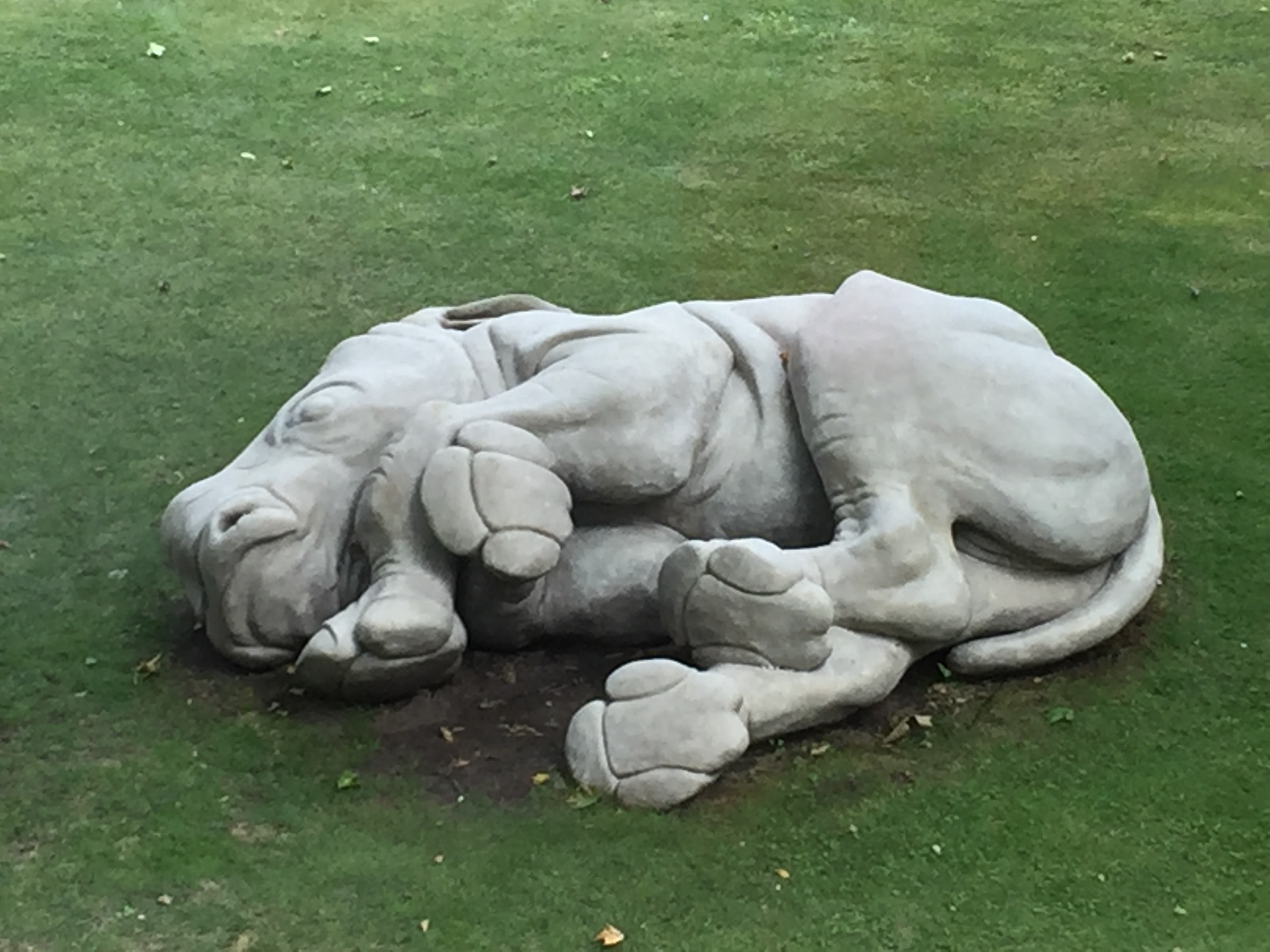
Ortus (Miriam Knibbeler)
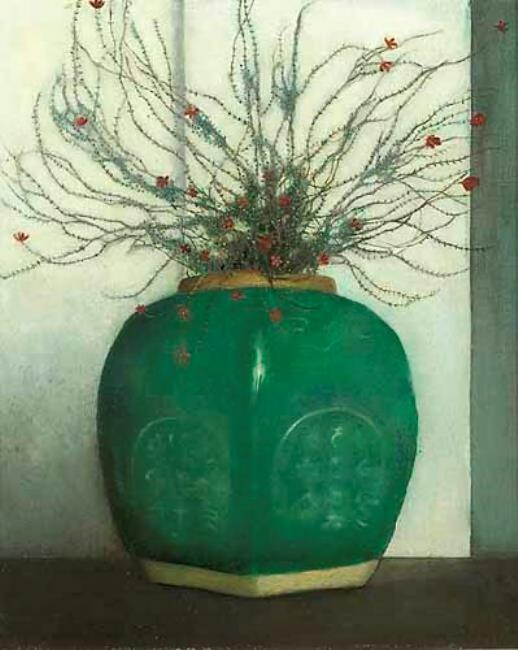
Gemberpot met dopheide (Jan Mankes)
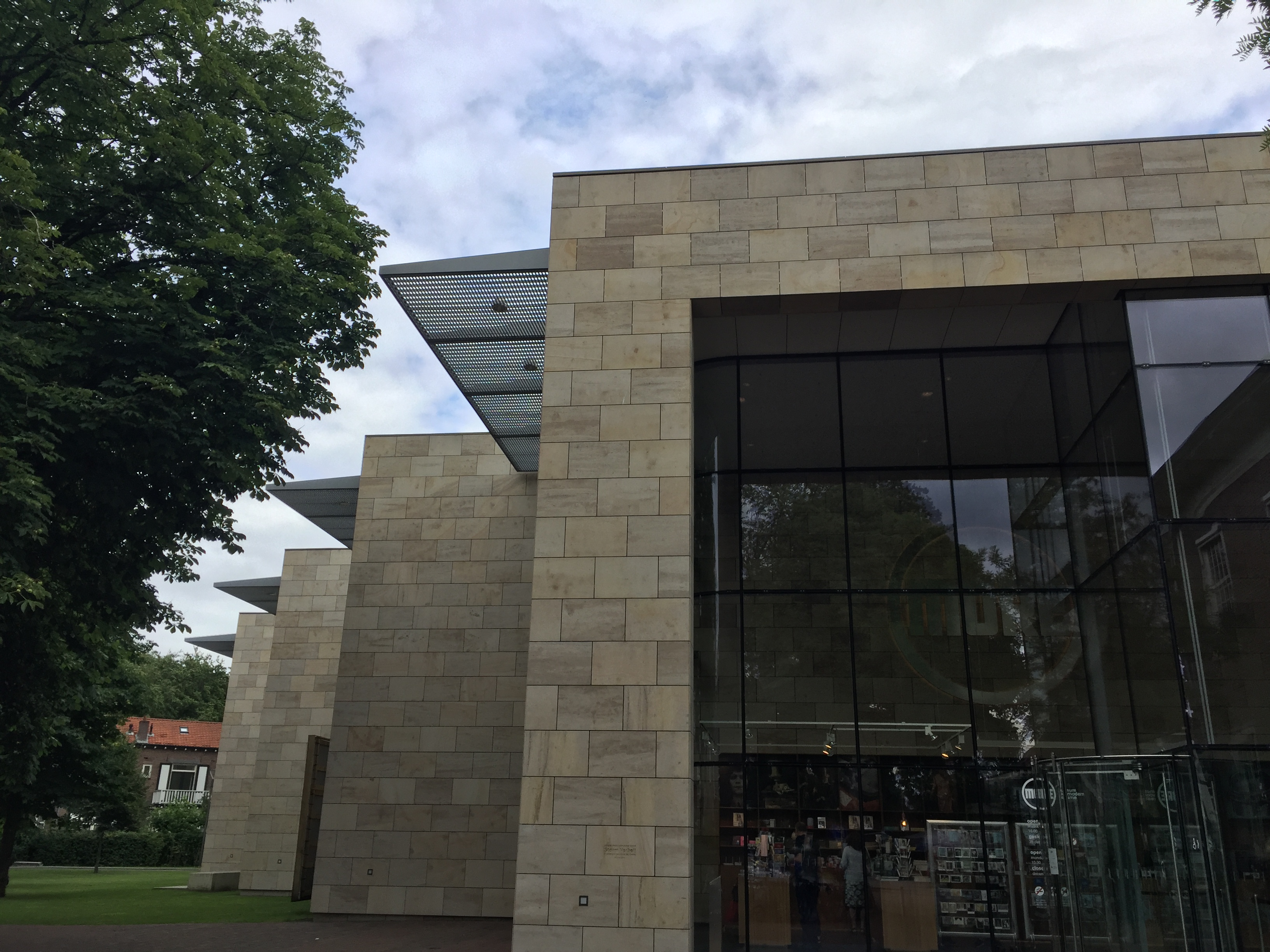
Museum, voorzijde

- Nationale Bibliotheek van Tsjechië: ko20221151714